# Adam Blythe
Adam Blythe (Sheffield, 1 de octubre de 1989) es un ciclista británico que fue profesional entre 2010 y 2019.

## Trayectoria
Debutó como profesional en 2010 en las filas del Omega Pharma-Lotto donde compitió dos temporadas, después recaló en el equipo BMC Racing Team en donde permaneció durante dos temporadas, en el 2014 corrió para el modesto equipo NFTO y a partir de la temporada 2015 fue fichado por el equipo australiano ProTeam, Orica GreenEDGE. En esta misma temporada, el Tinkoff-Saxo anuncia la incorporación de Blythe al equipo para el 2016. Tras la desaparición del Tinkoff recaló en las filas del nuevo equipo irlandés Aqua Blue Sport. En 2019 volvió a las filas del conjunto Lotto Soudal.
El 31 de octubre de 2019, a través de sus redes sociales, anunció su retirada del ciclismo a los 30 años de edad.

## Palmarés
2008
- 1 etapa del Tour de Hong Kong Shanghai

2009
- 1 etapa del Tour de Thuringe

2010
- Circuito Franco-Belga, más 2 etapas
- Premio Nacional de Clausura

2012
- 1 etapa de la París-Corrèze
- Binche-Tournai-Binche

2014
- RideLondon-Surrey Classic

2016
- Campeonato del Reino Unido en Ruta

2018
- Elfstedenronde
- 2.º en el Campeonato del Reino Unido en Ruta

## Resultados en Grandes Vueltas y Campeonatos del Mundo
| Carrera         | Carrera         | 2010 | 2011 | 2012 | 2013  | 2014 | 2015 | 2016 | 2017  | 2018 | 2019 |
| --------------- | --------------- | ---- | ---- | ---- | ----- | ---- | ---- | ---- | ----- | ---- | ---- |
|                 | Giro de Italia  | Ab.  | Ab.  | —    | 167.º | —    | —    | —    | —     | —    | —    |
|                 | Tour de Francia | —    | —    | —    | —     | —    | —    | —    | —     | —    | —    |
|                 | Vuelta a España | —    | —    | —    | —     | —    | —    | —    | 155.º | —    | —    |
| Mundial en Ruta | Mundial en Ruta | —    | —    | —    | —     | —    | —    | 12.º | Ab.   | —    | —    |

—: no participa

Ab.: abandono